# Le Conscrit
Pour les articles homonymes, voir Conscrit (homonymie).
Pour plus de détails, voir Fiche technique et Distribution.
Le Conscrit (en néerlandais : De loteling) est un film dramatique belge réalisé en 1974 par Roland Verhavert d'après le roman homonyme d'Hendrik Conscience publié en 1850.
Le Conscrit a été présenté au 24e Festival international du film de Berlin. Il a également été sélectionné dans la catégorie du meilleur film en langue étrangère à la 47e remise des Oscars, mais il n'a pas été nommé.

## Synopsis
Un cultivateur, Jan Braems, tire un bon numéro qui lui permet d'échapper à la conscription. Mais il accepte de céder ce bon numéro au fils d'un bourgeois qui a eu moins de chance en échange d'une somme d'argent. Celle-ci lui est volée une nuit alors qu'il se trouve à la caserne. Lors de son service militaire, il contracte également une maladie qui le rend aveugle après s'être lavé les yeux avec son urine. Sa fiancée, Katrien, vient le chercher à Venlo pour le ramener chez eux, à Zoersel, près de Westmalle.

## Fiche technique
- Réalisateur : Roland Verhavert
- Scénario : Nic Bal et Roland Verhavert
- Dialogues : Nic Bal
- Production : Jan van Raemdonck pour Kunst en Kino
- Chef caméraman : Herman Wuyts
- Photographie : Ralf Boumans
- Montage : Peter Simons
- Musique : Georg Friedrich Händel
- Direction musicale : Karl Richter
- Décors : Ludo Bex et Jan Eyskens
- Costumes : Elly Claus
- Son : Luc Perini et Jules Goris
- Assistants à la réalisation : Peter Simons, Rita Goossens
- Script : Susana Rossberg
- Durée : 93 minutes
- Première mondiale : 7 janvier 1974, au premier Festival du film de Bruxelles

## Distribution
- Jan Decleir : Jan Braems
- Ansje Beentjes : Katrien
- Gaston Vandermeulen : Grand-père
- Gella Allaert : la mère de Katrien
- Bernard Verheyden : Karel
- Idwig Stéphane : Caporal
- Eddy Asselbergs : Bandit
- Leo Madder : Bandit (II)
- Denise Zimmerman : Femme du commandant
- Rudi Van Vlaenderen : Docteur
- Johan Vanderbracht : Commandant
- Gilbert Charles
- Werner Kopers : Maris
- Marieke van Leeuwen : Prostituée
- Roger Bolders
- Maurits Goossens
- Ray Verhaeghe : Notaire
- Jaak Vissenaken
- Marc Janssen
- Mark Willems
- Laurent Lurkor : Officier du code militaire
- Chris Boni : Batelière
- Herman Fabri : Sacristain
- Guido Claus : Paysan